# Gorišnica
Gorišnica è un comune di 3 937 abitanti della Slovenia nord-orientale.